# 上穂波駅
上穂波駅（かみほなみえき）は、福岡県飯塚市阿恵宮前にある、九州旅客鉄道（JR九州）筑豊本線（原田線）の駅である。駅番号はJG02。

## 歴史
大正15年3月の長尾 - 筑前内野間工事開始時点では上穂波駅の設置予定はなかったが、同時期に嘉穂鉱業株式会社が設立され出炭のための引き込み線分岐駅として昭和2年に設置が決定した。
開業当初は単独の駅舎があり、駅員も配置された上穂波村（後の筑穂町）の代表駅であったが、炭鉱閉山や篠栗線全通により、その実質的な役割を筑前大分駅及び桂川駅へ譲り、1984年に無人駅化された。当駅から日鉄上穂波坑への専用線が伸びていたが、1970年の閉山と共に廃止された。その後、商工会も入居する新駅舎が完成した後は、交換設備・跨線橋撤去や、ホーム嵩上げ、ワンマン設備設置等を経て現在に至っている。

### 年表
- 1928年（昭和3年）7月15日：鉄道省の駅として開設[1][2]。
- 1961年（昭和36年）10月1日：貨物取扱廃止[8]。
- 1984年（昭和59年）2月1日：荷物扱い廃止[8]。無人駅化[6][9]。
- 1986年（昭和61年）3月：商工会館併設の駅舎に改築[5]。
- 1987年（昭和62年）4月1日：国鉄分割民営化により九州旅客鉄道が継承[10]。
- 2013年（平成25年）8月：ホーム上の待合室撤去。

## 駅構造
単式ホーム1面1線を有する地上駅。かつては相対式ホーム2面2線で、1964年前後には当駅終着始発の列車が運行されていたこともあり、駅舎の反対側にホーム跡が残る。駅本屋は駅東側に存在し筑穂町商工会（現・飯塚市商工会筑穂支所）との合築になっている。無人駅。

JR九州のICカード「SUGOCA」の導入予定は無い。

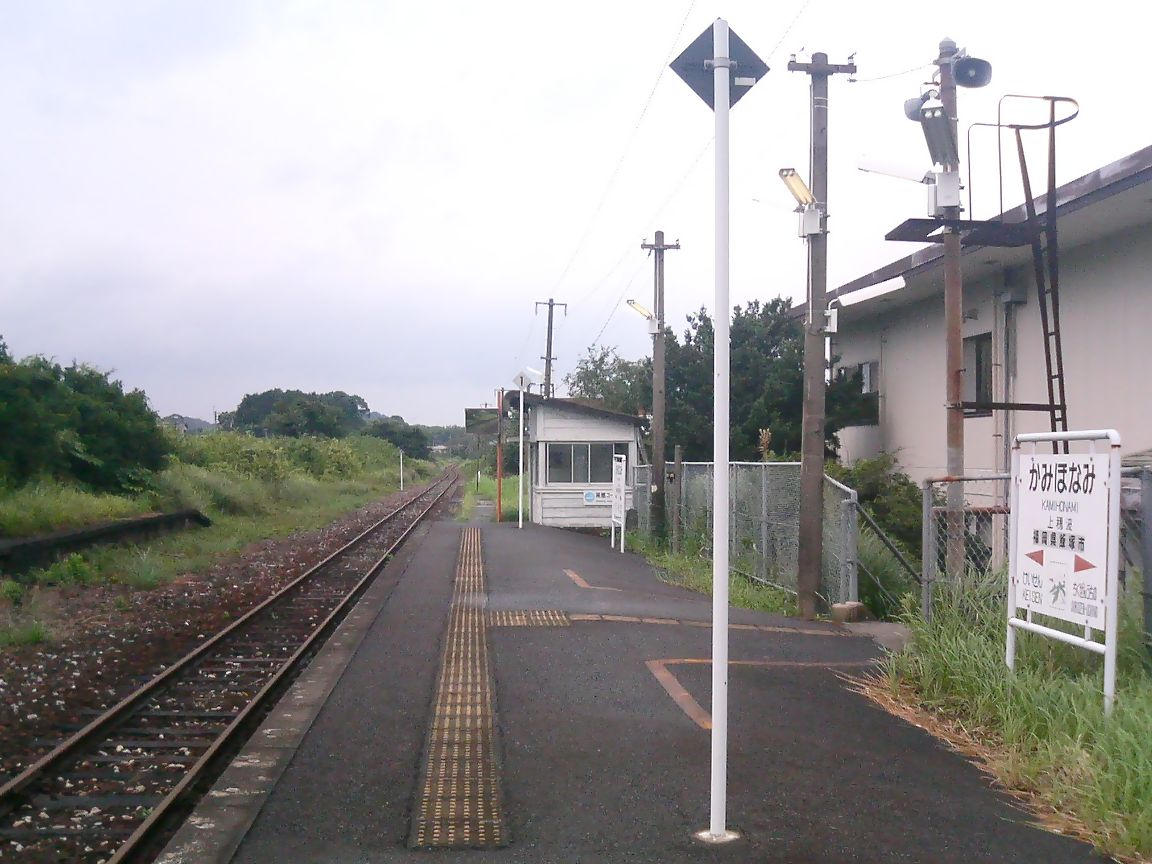
構内。奥が若松方面、手前が原田方面。左側に廃ホームが見える

## 利用状況
2016年度の1日平均乗車人員は30人である。
| 乗車人員推移 | 乗車人員推移 |
| 年度         | 1日平均人数  |
| ------------ | ------------ |
| 2007年       | 19           |
| 2008年       | 19           |
| 2009年       | 19           |
| 2010年       | 30           |
| 2011年       | 30           |
| 2012年       | 30           |
| 2013年       | 30           |
| 2014年       | 27           |
| 2015年       | 30           |
| 2016年       | 30           |

## 駅周辺
- 飯塚市コミュニティバス 筑穂・飯塚線 筑穂支所バス停
- 飯塚市役所筑穂支所
- 飯塚市立上穂波小学校
- 飯塚市立筑穂中学校
- 筑穂郵便局
- 福岡嘉穂農業協同組合筑穂支所
- セブン-イレブン筑穂中学校前店

## 隣の駅
九州旅客鉄道（JR九州）
 原田線（筑豊本線）
桂川駅（JG01） - 上穂波駅（JG02） - 筑前内野駅（JG03）